# Caribi

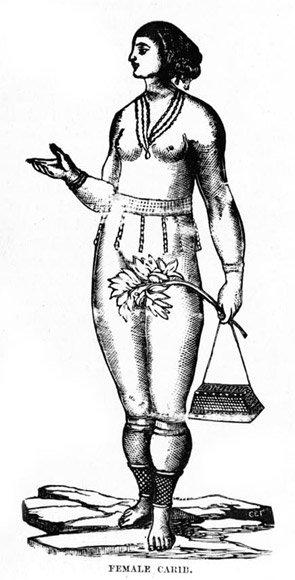
Desen al unei femei caribe (1888)

Caribii insulari cunoscuți drept Kalinago sau, pur și simplu, caribi, sunt un popor indigen caraibian din Antilele Mici. Este posibil să fie descendenți ai caribilor continentali (Kalina) din America de Sud, dar ei vorbeau o altă limbă, cunoscută drept cariba insulară.
La momentul contactului cu spaniolii, caribii erau unul dintre grupurile dominante din Caraibe, însăși numele regiunii trăgându-se de la al lor. Ei trăiau în Insulele Windward, Dominica, și, posibil, în Insulele Leeward din Sud. În trecut, s-a crezut că strămoșii lor erau caribii continentali, denumiți și igneri. Ignerii au cucerit insulele de la locuitorii lor anteriori, dar, dovezile lingvistice și arheologice infirmă în mare parte ipoteza unei emigrări în masă și cuceriri. Limba caribilor insulari pare să nu fi fost una caribană, ci arawakană, ca a vecinilor lor, Taino. Irving Rouse și alții sugerează că un grup mic, caribii continentali, au cucerit insulele fără a înlătura pe locuitorii acestora, adoptând în cele din urmă limba băștinașilor, dar păstrând tradițiile lor de origine sud-americană.
La începutul perioadei coloniale, caribii aveau o reputație ca războinici care atacau insulele vecine. S-a susținut că practicau canibalismul. Conform conchistadorilor spanioli, indienii caribi erau canibali care mâncau regulat carne de om prăjită. Dovezile arheologice indică faptul că aceștia consumau carne umană doar la ocazii ceremoniale. 
Există dovezi că aceștia luau trofee umane și canibalismul se practica cu prizonieri de război, atât de către caribi, cât și de alte grupuri de amerindieni, cum ar fi Arawak și Tupinamba. Astăzi, caribii și descendenții lor continuă să trăiască în Antile. Garifuna sau „caribii negri”, un grup de amestecat de origine caribă și africană, trăiesc în principal în America Centrală.

## Istoria
Se crede că caribii au migrat din zona râului Orinoco din America de Sud și s-au stabilit în Insulele Caraibe pe la 1200 e.n., conform datării cu carbon.
În cele două secole premergătoare sosirii lui Cristofor Columb în arhipelagul Caraibelor, în 1492, caribii au reușit să-i înlăture pe Taínos, vorbitorii de maipureană, prin războaie, exterminare și asimilare. Tainos se stabiliseră pe insule mai devreme în istorie, migrând de pe continent.

Caribii produceau obiectele de argint pe care Ponce de Leon le-a găsit la comunitățile Taino. Niciunii dintre amerindienii insulari nu extrăgeau aur, ci îl obțineau prin comerțul cu cei de pe continent. Caribii erau pricepuți constructori de nave și marinari. Se pare că ei dominau bazinul Caraibelor prin măiestria lor în război.
Potrivit lui Floyd, „s-a ivit pe vremea lui Columb întrebarea dacă indienii puteau fi înrobiți și regina Isabela s-a pronunțat împotrivă. Aproximativ în același timp însă, Ojeda, Bastidas, și alți exploratori ce călătoreau de-a lungul țărmurilor viitoarelor posesiuni spaniole au fost atacați de indieni cu săgeți otrăvite - toți acești indieni erau considerați caribi - atacuri soldate cu un număr considerabil de morți în rândul spaniolilor. Aceste atacuri, împreună și dovezile că cel puțin unii dintre atacatori erau canibali, au servit drept justificare pentru decretul care a autorizat înrobirea caribilor.” Pe 3 iunie 1511, regele Ferdinand a declarat război caribilor. Caribii insulari au reușit însă, în mare parte, să-și țină insulele neocupate de către spanioli.
În secolul al XVII-lea, caribii insulari au fost alungați, cu mari pierderi de vieți omenești, de un nou val de invadatori europeni: francezii și englezii. Cele mai multe decese au fost produse de boli infecțioase eurasiatice, cum ar fi variola, la care nu aveau imunitate naturală, precum și de războaie.
În 1660, Franța și Anglia au semnat tratatul de la Saint Charles cu caribii insulari, care prevedea că caribii vor evacua toate Antilele Mici, cu excepția Dominicăi și Insulei Sfântul Vicențiu, care erau recunoscute ca rezervații. Cu toate acestea, englezii aveau să încalce mai târziu tratatul și să anexeze ambele insule în 1763. Până astăzi, mai trăiește o mică populație de aproximativ 3.000 de caribi Teritoriul Carib din Nord-Estul Dominicăi.
„Caribii negri” (mai târziu cunoscuți sub numele de carifuna) din Sf. Vicențiu (în Sf. Vicențiu sunt și unii „caribi galbeni”) se trag dintr-un grup de sclavi africani, care au rămas izolați după naufragiile unor corăbii de sclavi, precum și sclavi care au evadat și s-au refugiat aici. Șeful Kairouane și oamenii lui din Grenada au preferat să sară de pe „Dealul Săritorilor” decât să devină sclavi sub francezi și au devenit simboluri ale spiritului de rezistență al caribilor. Ei s-au amestecat, prin căsătorii mixte, cu caribii, și au format ultima cultură băștinașă care a rezistat britanicilor. Abia în 1795, coloniștii britanici i-au deportat pe caribii negri pe Insula Roatan, în Honduras. Urmașii lor continuă să trăiască și azi și sunt cunoscuți drept grupul etnic Garifuna. Rezistența caribilor a întârziat colonizarea Dominicăi de către europeni. Comunitățile de caribi negri rămase în Sf. Vicențiu și Dominica păstrau în secolul al XIX-lea un anumit grad de autonomie.
Ultimul vorbitor cunoscut al limbii caribilor a murit în 1930, limba lor fiind considerată dispărută.

## Oamenii

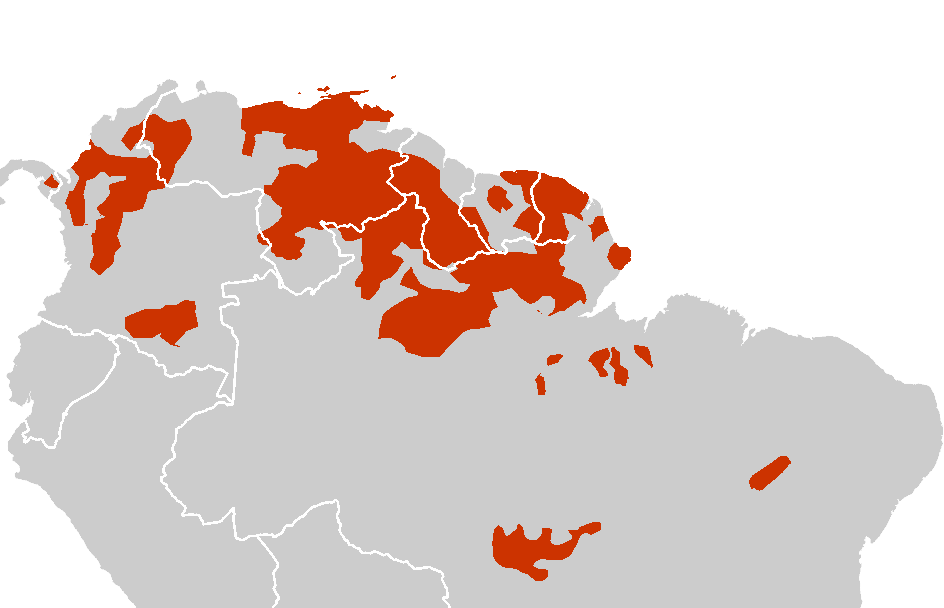
Distribuția limbilor caribane în America de Sud.

Kalinago din Dominica și-au păstrat independența mai mulți ani, profitând de terenul accidentat al insulei. Coasta de est a insulei include un teritoriu de 15 km² cunoscut anterior drept Teritoriul Carib, acordat de Coroana Britanică în 1903. Au mai rămas doar 3.000 de caribi. Ei își aleg un șef al lor. În iulie 2003, Kalinago au aniversat 100 de ani de existență a teritoriului lor. În iulie 2014, Charles Williams a fost ales Kalinago-șef, în locul lui Garnette Joseph.
Câteva sute de descendenți ai etnicilor caribi trăiesc în Puerto Rico, Virginele Americane, St. Kitts & Nevis, Antigua & Barbuda, Guadelupa, Martinica, Guyana, Sfânta Lucia, Grenada, Trinidad și Sf. Vicențiu. Urmașii „caribilor negri”, amestecați cu sclavi africani, trăiesc în Sf. Vicențiu, dar populația lor totală este necunoscută. Unele comunități de etnici caribi mai există și pe continentul american, în țări precum Venezuela, Columbia, Brazilia, Guyana franceză, Guyana și Surinam în America de Sud, și Belize în America Centrală. Dimensiunea acestor comunități variază pe scară largă.

## Religia
Caribii, se crede, că au fost politeiști. Ca spaniolii au început să colonizeze zona Caraibilor, au vrut să transforme nativii la Catolicism.

## Muzica
Muzica garifuna a poporului garifuna, descendenți ai caribilor, arawakilor și popoarelor vest-africane, este destul de diferită de muzica din restul Americii Centrale. Cea mai renumită formă este punta, o muzică care dansatorii își mișcă șoldurile într-o mișcare circulară. O formă evoluată de muzică tradițională, cântată încă, de obicei, cu instrumente tradiționale, punta a suferit influențe moderne și electronice în anii 1970, rezultând stilul punta rock. Dansul tradițional punta este competitiv. Artiști ca Pen Cayetano au contribuit la inovarea punta-rockului modern prin adăugarea de chitare muzicii tradiționale, și a deschis calea pentru artiști precum Andy Palacio, Children of the Most High și Black Coral. Punta a fost populară în întreaga regiune, mai ales în Belize, de la mijlocul anilor 1980, culminând cu lansarea în 1987 a compilației Punta Rockers, cu mai multe dintre vedetele genului.
Alte forme de muzică și dans garifuna sunt: hungu-hungu, wanaragua, abaimahani, matamuerte, laremuna wadaguman, gunjai, sambai, charikanari, eremuna egi, paranda, berusu, punta rock, teremuna ligilisi, arumahani, și Mali-amalihani. Punta este cel mai popular dans din cultura garifuna. Acesta se dansează în jurul sărbătorilor și la petreceri și alte evenimente sociale. Versurile cântecelor sunt de obicei compuse de către femei. Chumba și hungu-hungu sunt un dans circular într-un ritm cu trei bătăi, care este de multe ori combinat cu punta. Există și alte melodii tipice pentru fiecare gen, femeile având eremwu ue și abaimajani, cântece a cappella ritmice, și laremuna wadaguman, cântece de muncă bărbătești, chumba și hungu-hungu, dans circular în trei bătăi, de multe ori combinat cu punta.
Tobele joacă un rol foarte important în muzica garifună. Se folosesc mai ales două tipuri de tobe: primero (tobe înalte) și segunda (bas). Aceste tobe sunt de obicei realizate din lemn de esență tare golit, cum ar fi mahon sau mayflower, pieile provenind de la pecari (un porc sălbatic), cerb, sau oaie.
De asemenea, utilizat în combinație cu tobe sunt sisera. Aceste vibratoare sunt realizate din fructe uscate de dovleac copac, umplut cu semințe, apoi echipat cu mânere din lemn de esență tare.
Paranda muzicală s-a dezvoltat după Garifunas sosirea în America Centrală. Muzica instrumentală și percuție-based. Muzica a fost de-abia a înregistrat până în 1990, când Ivan Duran de Stonetree Înregistrări a început Paranda Proiect.
În contemporan Belize nu a fost o renaștere a muzicii Garifuna, popularizat de muzicieni, cum ar fi Andy Palacio, Mohobub Flores, & Adrian Martinez. Acești muzicieni au luat mai multe aspecte tradiționale Garifuna forme muzicale și au fuzionat cu mai multe sunete moderne. Descris ca un amestec de punta rock și paranda. Un exemplu grozav este Andy Palacio album Watina, și Umalali: Garifuna Femei de Proiect, atât a lansat pe Belize casa de discuri Stonetree Înregistrări.
În cultura Garifuna, există un alt dans numit Dugu. Acest dans este un ritual făcut la un deces în familie și arată respectul pentru cei dragi lor. În 2001, muzica Garifuna a fost proclamată una dintre capodoperele patrimoniului oral și intangibil al umanității de către UNESCO.

## Onoare ancestrală

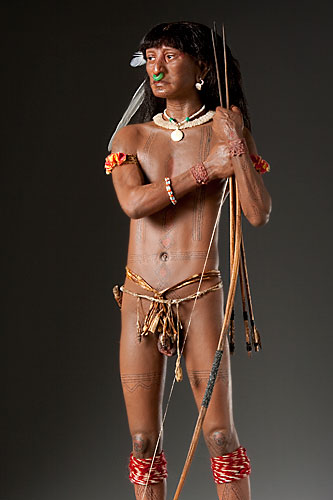
Carib Warrior (mass-Media Mixte, Sculptură realizată de artistul George S. Stuart)

Pe Insula Carib, cuvântul karibna însemna "persoană". A devenit originer din limba engleză "canibal". Deși, unii Caribi, se pare că au fost asociați cu ritualuri legate de războiul inamicilor. Există dovezi cu privire la luarea de om trofee și canibalism ritual de prizonieri de război, atât în rândul Arawak și alte Amerindiene grupuri, cum ar fi Carib și Tupinamba. 
Caribii avut o tradiție de a menține oasele strămoșilor lor, în casele lor. Misionarii, cum ar fi Jean Baptiste Labat și Cesar de Rochefort, au descris practica ca parte a unuei credințe că spiritele ancestrale va avea mereu grijă de oasele și de a proteja descendenții lor. Caribii au fost descriși la fel de vicioși și oameni violenți în istoria poporului care a luptat împotriva altor triburi.
Explorator italian,  Giovanni da Verrazzano, a fost omorât și a fost mâncat de Caribii nativii asupra a ceea ce este acum Guadelupa (Indiile de Vest), în 1528 (înainte numit Karukera de Amerindieni, care înseamnă "insula frumoaselor ape"), în a treia sa călătorie spre America de Nord, după explorarea Florida, Bahamas și Antilele Mici. Istoricul William Riviere a descris canibalismul ca fiind legat de ritualuri de război.

## Kalinago canoe proiect
În 1997, Dominica, artistul Jacob Frederick și Tortola artistul Aragorn Dick Citi și-au unit forțele și au stabilit pentru a construi o canoe tradițională bazată pe pescuit, canoe încă folosit în Dominica, Guadelupa și Martinica. Proiectul a constat într-o călătorie de întoarcere cu canoe în delta Orinoco pentru a se întâlni cu Kalinago încă triburi care trăiesc în acele părți. Pe cale culturală a fost realizată o evaluare și legăturile au fost restabilite cu celelalte comunități de-a lungul lanțului de insule. Un documentar, Căutarea de Carib Canoe, a fost făcut de BBC. Expediția a trimis unde de șoc prin Antilele Mici, a făcut guvernele locale conștiente de prezența și luptele culturale a supraviețuitorilor Kalinago.

## A se vedea, de asemenea,
- Carib Expulzarea
- Santa Rosa Carib Comunitate
- Kalinago Genocid 1626
- Cariban limbi
- Carib limba

## Suplimentare de lectură
- Patrick Leigh Fermor, Copacul Călătorului, 1950, pp.  214-5

## Resurse
- Allaire, Louis (1997). "Caribs din Antilele Mici", în Samuel M. Wilson, Oamenii Indigene din Caraibe, pp.  180-185. Gainesville, Florida: Universitatea din Florida. ISBN: 0-8130-1531-6.
- Steele, Beverley A. (2003). Grenada, O istorie a poporului său, New York: Macmillan Education, pp.  11-47
- Honeychurch, Lennox, Dominica Poveste, MacMillan Education, 1995.
- Davis, D și Goodwin r. C. "Insula Carib Origini: Dovezi și non-dovezi", American Antichitate, vol.55 nr.1(1990).
- Eaden, John, Memoriile lui Père Labat, 1693-1705, Frank Cass, 1970.
- "Carib", Ethnologue
- "Kalinago", schimbare de Nume anuntul de 15 noiembrie 2010, de către Biroul de Kalinago Consiliului postat la Dominica de Știri On-line
- fr  Brard, R., Le dernier Caraïbe, Bordeaux : chez les principaux biblioteci, 1849,

## Link-uri externe
- Căutarea de Carib Canoe Arhivat în 11 septembrie 2013, la Wayback Machine.
- Continent Carib opera de arta Arhivat în 12 iunie 2018, la Wayback Machine., Muzeul Național al Indienilor Americani
- Yurumein (Patria): Un Documentar pe Caribs în St. Vincent
- Guanaguanare - Râzând Pescăruș. Indienii Carib în Trinidad - include 2 videoclipuri